# Віллі Буш
Вільгельм «Віллі» Буш (нім. Wilhelm "Willy" Busch; 4 січня 1907 — 4 березня 1982) — німецький футболіст, що грав на позиції захисника за клуб «Айнтрахт» (Дуйсбург), а також національну збірну Німеччини.

## Клубна кар'єра
У футболі дебютував 1928 року виступами за команду «Айнтрахт» (Дуйсбург), кольори якої і захищав протягом усієї своєї кар'єри гравця, що тривала двадцять один рік.

## Виступи за збірну
1933 року дебютував в офіційних матчах у складі національної збірної Німеччини. Протягом кар'єри у національній команді, яка тривала 4 роки, провів у її формі 13 матчів.
У складі збірної був учасником чемпіонату світу 1934 року в Італії, де зіграв зі Швецією (2-1), з Чехословаччиною (1-3) і в переможному матчі за третє місце з Австрією (3-2).
Помер 4 березня 1982 року на 76-му році життя.

## Титули і досягнення
- Бронзовий призер чемпіонату світу: 1934